# Heinrich Christian Sieveking
Heinrich Christian Sieveking (* 5. April 1752 in Hamburg; † 30. Januar 1809 ebenda) war ein deutscher Kaufmann und Hamburger Senator. 
Der jüngere Bruder des Aufklärers Georg Heinrich Sieveking wurde am 17. September 1800 als erster aus der Familie Sieveking zum Hamburgischen Senator gewählt. Sein Bruder Johann Peter Sieveking gehörte dem Senat bereits seit 1792 als Syndicus an. Heinrich Christian war seit 1789 verheiratet mit Caroline Louise Volkmann (1767–1799), der jüngsten Schwester des Schriftstellers Johann Jacob Volkmann; der älteste Sohn Eduard Heinrich Sieveking (1790–1868) ging als Kaufmann nach London und begründete dort den englischen Familienzweig (siehe Edward Sieveking). Eine jüngere Tochter war Amalie Sieveking, die Begründerin der weiblichen Diakonie in Deutschland.